# Emil Demke
Emil Demke, późniejsze nazwisko Michał Gruda, pseud. Emil, Paweł, Ryszard (ur. 6 grudnia 1902 w Warszawie, zm. 30 stycznia 1964 tamże) – podpułkownik LWP, działacz komunistyczny.

## Życiorys

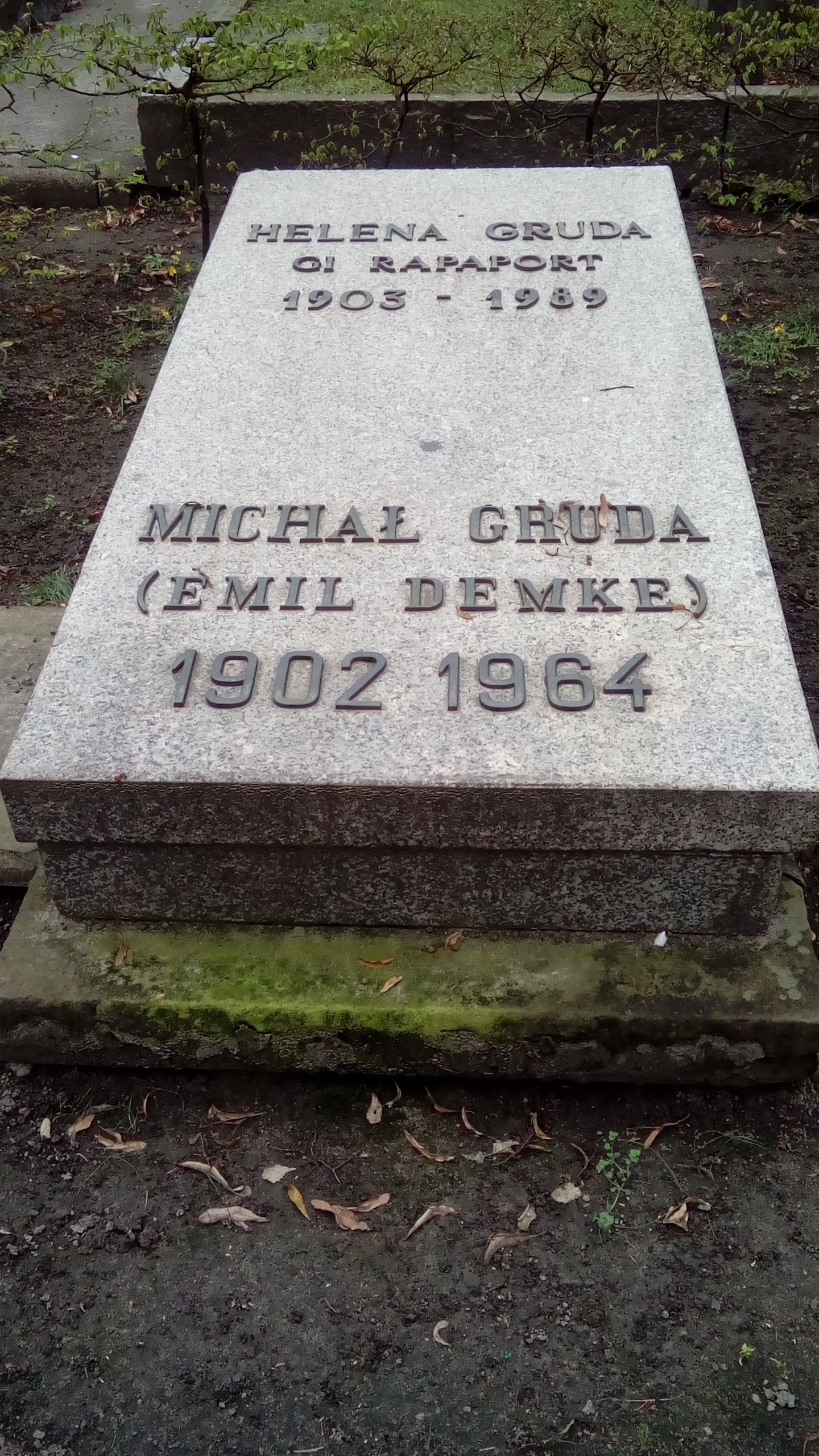
Grób Emila Demke na Cmentarzu wojskowym na Powązkach

Syn spolonizowanego niemieckiego robotnika Leopolda Ferdynanda. 1914–1915 chodził do szkoły, potem był pomocnikiem ogrodnika w Nowej Wsi pod Warszawą, potem pracował na robotach publicznych. Skończył wieczorowe kursy mechaniczne przy szkole rzemieślniczej i w 1920 wstąpił do WP i walczył w wojnie z Rosją sowiecką; pod wpływem kontaktu z jeńcami sowieckimi został komunistą. Od 1921 uczeń ślusarski, potem ślusarz w fabryce Lilpopa. Delegat fabryczny młodzieży i współorganizator sekcji młodocianych przy Związku Zawodowym Robotników Przemysłu Metalowego w Polsce. Współorganizator i jeden z najaktywniejszych działaczy Klubu Młodzieży Robotniczej na Woli, w którym prowadził pracę polityczną, brał udział w amatorskich zespołach artystycznych i organizował wieczory literackie. Od 1921 członek KPRP/KPP, współtwórca Związku Młodzieży Komunistycznej (ZMK, późniejszy KZMP). Członek Komitetu Dzielnicowego (KD) ZMK na Woli, 1923–1925 odbył służbę wojskową w 85 pp w Pińsku i do 1927 był ślusarzem na budowach. W 1925 został członkiem egzekutywy Komitetu Warszawskiego ZMK, w 1926 aresztowany i uwięziony na Pawiaku, zwolniony z braku dowodów. Od 1927 sekretarz Komitetu Okręgowego (KO) KPP w Zagłębiu Dąbrowskim i Częstochowie. Od grudnia 1927 do stycznia 1930 był słuchaczem w Międzynarodowej Szkole Leninowskiej przy Kominternie. Po powrocie do kraju został członkiem Centralnego Wydziału Wojskowego przy KC KPP. Zwolennik ultralewicowej frakcji „mniejszości” podczas walk frakcyjnych w KPP. 16 marca 1931 aresztowany, 12 października 1931 skazany na 4 lata więzienia z zaliczeniem aresztu śledczego, wyrok odsiadywał na Pawiaku, Mokotowie, w Piotrkowie i we Wronkach, gdzie był członkiem zarządów komuny więziennej i brał udział w protestach i głodówkach więźniów. 13 lutego 1934 zwolniony ze względu na zły stan zdrowia, został członkiem Centralnego Wydziału Zawodowego przy KC KPP. Wiosną 1935 na polecenie Biura Politycznego KC KPP wyjechał do ZSRR, pracował w Kijowie w redakcji polskojęzycznej gazety „Sierp”. Jesienią 1935 został aresztowany przez NKWD i uwięziony, a potem zesłany do kopalni węgla w Karagandy. W 1943 wstąpił do 1 DP im. T. Kościuszki, w której został podporucznikiem-oficerem politycznym. Jesienią 1943 przeniesiony do 2 DP im. J. H. Dąbrowskiego, a w styczniu 1944 do 3 DP im. R. Traugutta. W styczniu 1945 uczestnik walk o Warszawę. Po wojnie mianowany podpułkownikiem. Współorganizator i przewodniczący Ligi Przyjaciół Żołnierza (LPŻ), później kierownik szkoły LPŻ w Sulejówku. W 1956 zdemobilizowany, pracował w Komitecie Warszawskim PZPR. Zorganizował i został kierownikiem Referatu ds. Działaczy Ruchu Robotniczego i Klubu Weteranów przy Komitecie Warszawskim PZPR. Od 1960 na rencie dla zasłużonych. Był odznaczony m.in. Orderem Sztandaru Pracy I klasy, Krzyżem Komandorskim (1955) i Kawalerskim (1947) Orderu Odrodzenia Polski, Medalem za Warszawę 1939-1945, Medalem 10-lecia Polski Ludowej, Brązowym Medalem Siły Zbrojne w Służbie Ojczyzny. Pochowany na wojskowych Powązkach (kwatera A 26 TUJE 8).